# Giải của Ban Giám khảo (Liên hoan phim Cannes)
Giải của Ban Giám khảo (tiếng Pháp: Prix du Jury) là một trong số các giải được trao cho một phim mà Ban Giám khảo của Liên hoan phim Cannes đánh giá cao. Đây được coi là giải có uy tín thứ ba của Liên hoan phim Cannes, sau giải Cành cọ vàng và Giải thưởng lớn (Liên hoan phim Cannes).
Từ năm 1951 tới 1966 tên Giải đặc biệt của Ban Giám khảo (Special Jury Prize) được sử dụng cho giải quan trọng thứ hai của Liên hoan phim này. Năm 1967, giải quan trọng thứ hai được đặt tên lại là Giải thưởng lớn (Liên hoan phim Cannes) (Grand Prix (Cannes Film Festival) thay cho "Giải đặc biệt của Ban Giám khảo" nói trên. Hai năm sau, năm 1969 Giải của Ban Giám khảo được thiết lập, tách ra khỏi "Giải thưởng lớn", và cả hai giải đều được trao đều đặn cho tới nay. Tuy nhiên "Giải đặc biệt của Ban Giám khảo" lại xuất hiện 2 lần trong thập niên 1990 và năm 1946 có một lần giải mang tên Giải của Ban Giám khảo quốc tế (International Jury Prize).

## Các phim đoạt giải
| Năm       | Phim                                                     | Đạo diễn                          | Quốc tịch của đạo diễn (tại thời điểm đoạt giải) | Giải                                                      |
| --------- | -------------------------------------------------------- | --------------------------------- | ------------------------------------------------ | --------------------------------------------------------- |
| 1946      | La Bataille du rail                                      | René Clément                      | Pháp                                             | Giải của Ban Giám khảo quốc tế (International Jury Prize) |
| 1951      | All About Eve                                            | Joseph L. Mankiewicz              | Hoa Kỳ                                           | Giải đặc biệt của Ban Giám khảo (Special Jury Prize)      |
| 1952      | Nous sommes tous des assassins                           | André Cayatte                     | Pháp                                             | Giải đặc biệt của Ban Giám khảo (Special Jury Prize)      |
| 1953      | Không trao giải                                          |                                   |                                                  | Giải đặc biệt của Ban Giám khảo (Special Jury Prize)      |
| 1954      | Knave of Hearts                                          | René Clément                      | Pháp                                             | Giải đặc biệt của Ban Giám khảo (Special Jury Prize)      |
| 1955      | Lost Continent (Continente Perduto)                      | Various                           | Ý                                                | Giải đặc biệt của Ban Giám khảo (Special Jury Prize)      |
| 1956      | The Mystery of Picasso (Le mystère Picasso)              | Henri-Georges Clouzot             | Pháp                                             | Giải đặc biệt của Ban Giám khảo (Special Jury Prize)      |
| 1957      | Kanał                                                    | Andrzej Wajda                     | Ba Lan                                           | Giải đặc biệt của Ban Giám khảo (Special Jury Prize)      |
| 1957      | The Seventh Seal (Det sjunde inseglet)                   | Ingmar Bergman                    | Thụy Điển                                        | Giải đặc biệt của Ban Giám khảo (Special Jury Prize)      |
| 1958      | Mon Oncle                                                | Jacques Tati                      | Pháp                                             | Giải đặc biệt của Ban Giám khảo (Special Jury Prize)      |
| 1959      | Stars (Sterne)                                           | Konrad Wolf                       | Đông Đức                                         | Giải đặc biệt của Ban Giám khảo (Special Jury Prize)      |
| 1960      | L'avventura                                              | Michelangelo Antonioni            | Ý                                                | Giải đặc biệt của Ban Giám khảo (Special Jury Prize)      |
| 1961      | Mother Joan of the Angels (Matka Joanna od aniołów)      | Jerzy Kawalerowicz                | Ba Lan                                           | Giải đặc biệt của Ban Giám khảo (Special Jury Prize)      |
| 1962      | The Trial of Joan of Arc (Procès de Jeanne d'Arc)        | Robert Bresson                    | Pháp                                             | Giải đặc biệt của Ban Giám khảo (Special Jury Prize)      |
| 1962      | L'Eclisse                                                | Michelangelo Antonioni            | Ý                                                | Giải đặc biệt của Ban Giám khảo (Special Jury Prize)      |
| 1963      | Harakiri (Seppuku)                                       | Masaki Kobayashi                  | Nhật Bản                                         | Giải đặc biệt của Ban Giám khảo (Special Jury Prize)      |
| 1963      | The Cassandra Cat (Az prijde kocour)                     | Vojtech Jasny                     | Tiệp Khắc                                        | Giải đặc biệt của Ban Giám khảo (Special Jury Prize)      |
| 1964      | Woman in the Dunes (Suna no onna)                        | Hiroshi Teshigahara               | Nhật Bản                                         | Giải đặc biệt của Ban Giám khảo (Special Jury Prize)      |
| 1965      | Kwaidan                                                  | Masaki Kobayashi                  | Nhật Bản                                         | Giải đặc biệt của Ban Giám khảo (Special Jury Prize)      |
| 1966      | Alfie                                                    | Lewis Gilbert                     | Anh Quốc                                         | Giải đặc biệt của Ban Giám khảo (Special Jury Prize)      |
| 1967      | Accident                                                 | Joseph Losey                      | Anh Quốc                                         |                                                           |
| 1969      | Z                                                        | Costa-Gavras                      | Hy Lạp                                           | Giải của Ban Giám khảo (Jury Prize)                       |
| 1970      | Magasiskola                                              | Istvan Gaal                       | Hungary                                          | Giải của Ban Giám khảo (Jury Prize)                       |
| 1970      | The Strawberry Statement                                 | Stuart Hagmann                    | Hoa Kỳ                                           | Giải của Ban Giám khảo (Jury Prize)                       |
| 1971      | Love (Szerelem)                                          | Karoly Makk                       | Hungary                                          | Giải của Ban Giám khảo (Jury Prize)                       |
| 1971      | Joe Hill                                                 | Bo Widerberg                      | Thụy Điển                                        | Giải của Ban Giám khảo (Jury Prize)                       |
| 1972      | Slaughterhouse-Five                                      | George Roy Hill                   | Hoa Kỳ                                           | Giải của Ban Giám khảo (Jury Prize)                       |
| 1973      | The Hour-Glass Sanatorium (Sanatorium pod Klepsydrą)     | Wojciech Has                      | Ba Lan                                           | Giải của Ban Giám khảo (Jury Prize)                       |
| 1973      | The Invitation (L'Invitation)                            | Claude Goretta                    | Thụy Sĩ                                          | Giải của Ban Giám khảo (Jury Prize)                       |
| 1974-1979 | Không trao giải                                          |                                   |                                                  | Giải của Ban Giám khảo (Jury Prize)                       |
| 1980      | The Constant Factor (Constans)                           | Krzysztof Zanussi                 | Ba Lan                                           | Giải của Ban Giám khảo (Jury Prize)                       |
| 1981-1982 | Không trao giải                                          |                                   |                                                  | Giải của Ban Giám khảo (Jury Prize)                       |
| 1983      | Kharij                                                   | Mrinal Sen                        | Ấn Độ                                            | Giải của Ban Giám khảo (Jury Prize)                       |
| 1984      | Không trao giải                                          |                                   |                                                  | Giải của Ban Giám khảo (Jury Prize)                       |
| 1985      | Colonel Redl (Oberst Redl)                               | István Szabó                      | Hungary                                          | Giải của Ban Giám khảo (Jury Prize)                       |
| 1986      | Thérèse                                                  | Alan Cavalier                     | Pháp                                             | Giải của Ban Giám khảo (Jury Prize)                       |
| 1987      | Yeelen                                                   | Souleymane Cisse                  | Mali                                             | Giải của Ban Giám khảo (Jury Prize)                       |
| 1987      | Shinran: Path to Purity                                  | Rentaro Mikuni                    | Nhật Bản                                         | Giải của Ban Giám khảo (Jury Prize)                       |
| 1988      | A Short Film About Killing (Krótki phim o zabijaniu)     | Krzysztof Kieślowski              | Ba Lan                                           | Giải của Ban Giám khảo (Jury Prize)                       |
| 1989      | Jesus of Montreal                                        | Denys Arcand                      | Canada                                           | Giải của Ban Giám khảo (Jury Prize)                       |
| 1990      | Hidden Agenda                                            | Ken Loach                         | Anh Quốc                                         | Giải của Ban Giám khảo (Jury Prize)                       |
| 1991      | Europa                                                   | Lars von Trier                    | Đan Mạch                                         | Giải của Ban Giám khảo (Jury Prize)                       |
| 1991      | Hors la vie                                              | Maroun Bagdadi                    | Liban                                            | Giải của Ban Giám khảo (Jury Prize)                       |
| 1992      | Dream of Light                                           | Victor Erice                      | Tây Ban Nha                                      | Giải của Ban Giám khảo (Jury Prize)                       |
| 1992      | Samstoyatelnaya zhizn                                    | Vitali Kanevski                   | Nga                                              | Giải của Ban Giám khảo (Jury Prize)                       |
| 1993      | The Puppetmaster (Hsimeng Rensheng)                      | Hou Hsiao Hsien                   | Đài Loan                                         | Giải của Ban Giám khảo (Jury Prize)                       |
| 1993      | Raining Stones                                           | Ken Loach                         | Anh Quốc                                         | Giải của Ban Giám khảo (Jury Prize)                       |
| 1994      | La Reine Margot                                          | Patrice Chereau                   | Pháp                                             | Giải của Ban Giám khảo (Jury Prize)                       |
| 1995      | N'oublie pas que tu vas mourir                           | Xavier Beauvois                   | Pháp                                             | Giải của Ban Giám khảo (Jury Prize)                       |
| 1995      | Carrington                                               | Christopher Hampton               | Anh Quốc                                         | Giải đặc biệt của Ban Giám khảo (Special Jury Prize)      |
| 1996      | Crash                                                    | David Cronenberg                  | Canada                                           | Giải đặc biệt của Ban Giám khảo (Special Jury Prize)      |
| 1997      | Western                                                  | Manuel Poirier                    | Pháp                                             | Jury Prize                                                |
| 1998      | Class Trip (La classe de neige)                          | Claude Miller                     | Pháp                                             | Jury Prize                                                |
| 1999      | The Letter (A Carta)                                     | Manoel de Oliveira                | Bồ Đào Nha                                       | Jury Prize                                                |
| 2000      | Blackboards (Takhte Siah)                                | Samira Makhmalbaf                 | Iran                                             | Jury Prize                                                |
| 2000      | Songs from the Second Floor (Sånger Från Andra Våningen) | Roy Andersson                     | Thụy Điển                                        | Jury Prize                                                |
| 2001      | Không trao giải                                          |                                   |                                                  | Jury Prize                                                |
| 2002      | Divine Intervention (Yadon Ilaheyya)                     | Elia Suleiman                     | Palestine                                        | Jury Prize                                                |
| 2003      | At Five in the Afternoon (Panj e asr)                    | Samira Makhmalbaf                 | Iran                                             | Jury Prize                                                |
| 2004      | Tropical Malady (Sud Pralad)                             | Apichatpong Weerasethakul         | Thái Lan                                         | Jury Prize                                                |
| 2005      | Shanghai Dreams                                          | Wang Xiaoshuai                    | Trung Quốc                                       | Jury Prize                                                |
| 2006      | Red Road                                                 | Andrea Arnold                     | Anh Quốc                                         | Jury Prize                                                |
| 2007      | Persepolis                                               | Marjane Satrapi Vincent Paronnaud | Pháp                                             | Jury Prize                                                |
| 2007      | Silent Light (Luz Silenciosa)                            | Carlos Reygadas                   | México                                           | Jury Prize                                                |
| 2008      | Il Divo                                                  | Paolo Sorrentino                  | Ý                                                | Jury Prize                                                |